# Hıdırellez
Hıdırellez o hidrellez és una antiga festa turca d'origen pre-islàmic que celebra l'arribada de la primavera, i sempre se celebra el 6 de maig. El mot hidirellez està format a partir dels noms de Hizir i d'Ilyas. Pel que fa a fonts religioses, hi ha força informació sobre Ilyas, però no pas sobre Hizir. El dia dels sants profetes Hizir i Ilyas (Elies) és el primer dia de l'estació de calor anomenada "dies de Hizir", que dura 186 dies, fins al 18 de novembre. L'estació freda, anomenada "dies de kasim (novembre)" s'allarga 179 dies, des del 18 de novembre al 6 de maig. Durant la dominació turca, el festival va estendre's a la zona dels Balcans, on la festa s'anomena amb altres noms, com ederlezi, erdelezi, hedrelezi, đurđevdan (festa de Sant Jordi).